# Mike Tully
Michael Scott „Mike” Tully (ur. 21 października 1956) – amerykański lekkoatleta, skoczek o tyczce.
Wicemistrz olimpijski z Los Angeles (1984). Dwukrotny zwycięzca Pucharu Świata (Düsseldorf 1977, Montreal 1979) oraz igrzysk panamerykańskich (Caracas 1983, Indianapolis 1987). W 1978 otwierał listy światowe (5,71). Rekord życiowy – 5,84 (1988).